# Отрадне
Отрадне, Відрадне (рос. Отрадное) — місто Кіровського району Ленінградської області Росії. Адміністративний центр Отрадненського міського поселення.
Населення — 23 866 осіб (2010 рік).

## Відомі люди

### Народились
- Затинайко Олександр Іванович (1949) — український військовий діяч, начальник Генерального штабу Збройних Сил України (2002—2004), начальник Генерального штабу Збройних Сил України — перший заступник Міністра оборони України (1996—1998). Генерал-полковник (1997). Член РНБО (2002—2004).